# Wąsosz
Wąsosz (germană Herrnstadt) este un oraș în Polonia.